# Familia Balotă

Într-un document românesc redactat în alfabet chirilic, este consemnată o situație în care Stan, fiul lui Stanciu din Robaia, a solicitat despăgubiri de la căpitanul Balotă și logofătul Pârvul Șuiceanu, ca urmare a faptului că aceștia au folosit animalele pentru arat pe terenul său. Câteva dintre persoanele menționate ca martori în acest document sunt Cosatandin, Tudosie, Stan și Pătru.

Familia Balotă este o veche familie boierească din Țara Românească, originară din localitatea Cepari, situată pe Valea Topologului, în județul Argeș.
Familia Balotă a continuat să existe de-a lungul secolelor și a avut un impact semnificativ în zona Argeșului. Membrii familiei Balotă au deținut poziții importante în administrația locală, în armată și în alte domenii ale societății. Pe măsura înaintării timpului, familia Balotă a fost recunoscută pentru bogăția și influența sa. Proprietățile lor extinse și resursele financiare considerabile au contribuit la dezvoltarea și prosperitatea zonei în care locuiau.
Familia a fost înrudită cu numeroase familii boierești precum Predescu, Brătianu și Duță, precum și ramificațiile lor, cum ar fi Furduescu, Tigveanu și Gălășescu.
Numele Balotă s-a răspândit și în Transilvania, deși timpurile tulburi și schimbările politice au dus la distrugerea caselor și la pierderea unor documente importante în perioada comunistă.

## Originea
Conform legendei și a izvoarelor istorice, alături de legendarul Negru Vodă, a străbătut munții un căpitan numit Ceparo, considerat întemeietorul localității. Impresionat de frumusețea acestor meleaguri, căpitanul Dragomir Ceparo s-a hotărât să se stabilească aici împreună cu familia sa.
Prima mențiune istorică a numelui Ceparo apare în perioada Consulatului lui Cicerone de la Roma, indicând astfel vechimea acestor locuri. Un hrisov emis de domnitorul Neagoe Basarab în anul 1519 face referire la "vlastelinul Dragomir Ceparo", menționând astfel existența unei puternice familii locale.

## Relația cufamilia Brătianu
Familia Brătianu și familia Balotă au avut o legătură strânsă și influentă în istoria României. Înainte ca Iene Brătianu să se căsătorească cu Safta Balotă, familia Brătianu era compusă din moșneni argeșeni și boieri cu venituri modeste. Căsătoria dintre Iene Brătianu și Safta a adus o schimbare semnificativă în statutul și prosperitatea familiei Brătianu. Safta Balotă era fiica lui Iordache Balotă și nepoata clucerului Balotă din Cepari.
Tatăl lui Iene Brătianu era cunoscut ca "mămular" și fiul purta haine țărănești înainte de căsătorie. Căsătoria cu Safta, soția clucerului care a crescut-o după ce unul dintre fiii săi a fost ucis, a avut un impact major asupra vieții lui Iene Brătianu. Ei au fost părinții lui Dincă, care a devenit prefect de Argeș, și, mai târziu, bunicul marelui Ion C. Brătianu, care s-a căsătorit cu Anastasia Tigveanu. Familia Brătianu a locuit între Tigveni și Pitești.
Familia Balotă este cunoscută și pentru generoasele donații în bani făcute de-a lungul timpului pentru restaurarea Bisericii Domnești de la Curtea de Argeș. Dincă și Anastasia Brătianu, precum și alți membri ai familiei, sunt îngropați acolo. La Șuici, în apropiere de malul drept al râului Topolog, se găsește Cula Sultănica, o locuință fortificată construită la sfârșitul secolului al XVIII-lea de către căpitanul Ștefan Balotă. Aceasta a devenit reședința familiei Brătianu după căsătoria lui Ene Brătianu cu Safta, nepoata căpitanului Balotă. Edificiul este cunoscut sub numele de Sultănica, derivat de la Sultana, fiica lui Ene Brătianu.
Pe lângă Cula Sultanica, Ene Brătianu a construit și o frumoasă biserică dedicată Sfântului Nicolae. Biserica "Sf. Nicolae" este un monument istoric de arhitectură de la sfârșitul secolului al XVIII-lea, reprezentând o etapă a stilului românesc al Renașterii. În curtea bisericii se află o cruce de piatră datată din 1736, cu inscripții în litere chirilice, și cavoul marelui savant Constantin Miculescu.
În relația dintre familia Balotă și familia Brătianu au existat și conflicte și dispute. Un astfel de conflict este evidențiat în povestea relatată de Smaranda, conform căreia Gheorghiță Balotă a ipotecat moșia sa din Cacaleti către Vlad Cheianul și a decedat imediat după aceea. Smaranda susține că, prin intermediul rugăciunilor lui Ene Brătianu, care era cumnatul ei, Cheianul a fost autorizat să primească banii și să păstreze moșia ca ipotecă. Cu toate acestea, în prezent, Cheianul refuză să returneze banii și să elibereze moșia. Situația a generat o dispută între cele două familii.
În încercarea de a soluționa această dispută, domnitorul Alexandru Constantin Moruzi a emis o rezoluție la data de 18 decembrie 1797, prin care a cerut ispravnicilor să remedieze situația sau să o aducă în fața divanului, adică instanța de judecată de la acea vreme. Cu toate acestea, soarta litigiului și rezolvarea sa ulterioară nu sunt menționate în contextul povestirii.
Este important de menționat că Smaranda, după decesul soțului său, a rămas cu un singur fiu, Iordache, în vârstă de doar 8 sau 9 ani. Ea a trăit aproximativ 27-28 de ani după moartea soțului său, până la sfârșitul anului 1814. Înainte de trecerea în neființă, Smaranda a întocmit un testament în prezența preoților, prin care a reiterat faptul că moșia Cacaleti nu a fost vândută, ci doar ipotecată, și a lăsat-o moștenire fiului său, Iordache.

## Membri
- Dragomir Ceparo
- Ivașcu Ceparu vel Armaș
- Căpitan Balotă
- Ștefan Balotă
- Paharnicul Preda
- Balotă Iliaș
- Filoteia
- Gheorghiță Balotă
- Safta Balotă
- Nicolae M. Balotă
- Anton Balotă

## Galerie

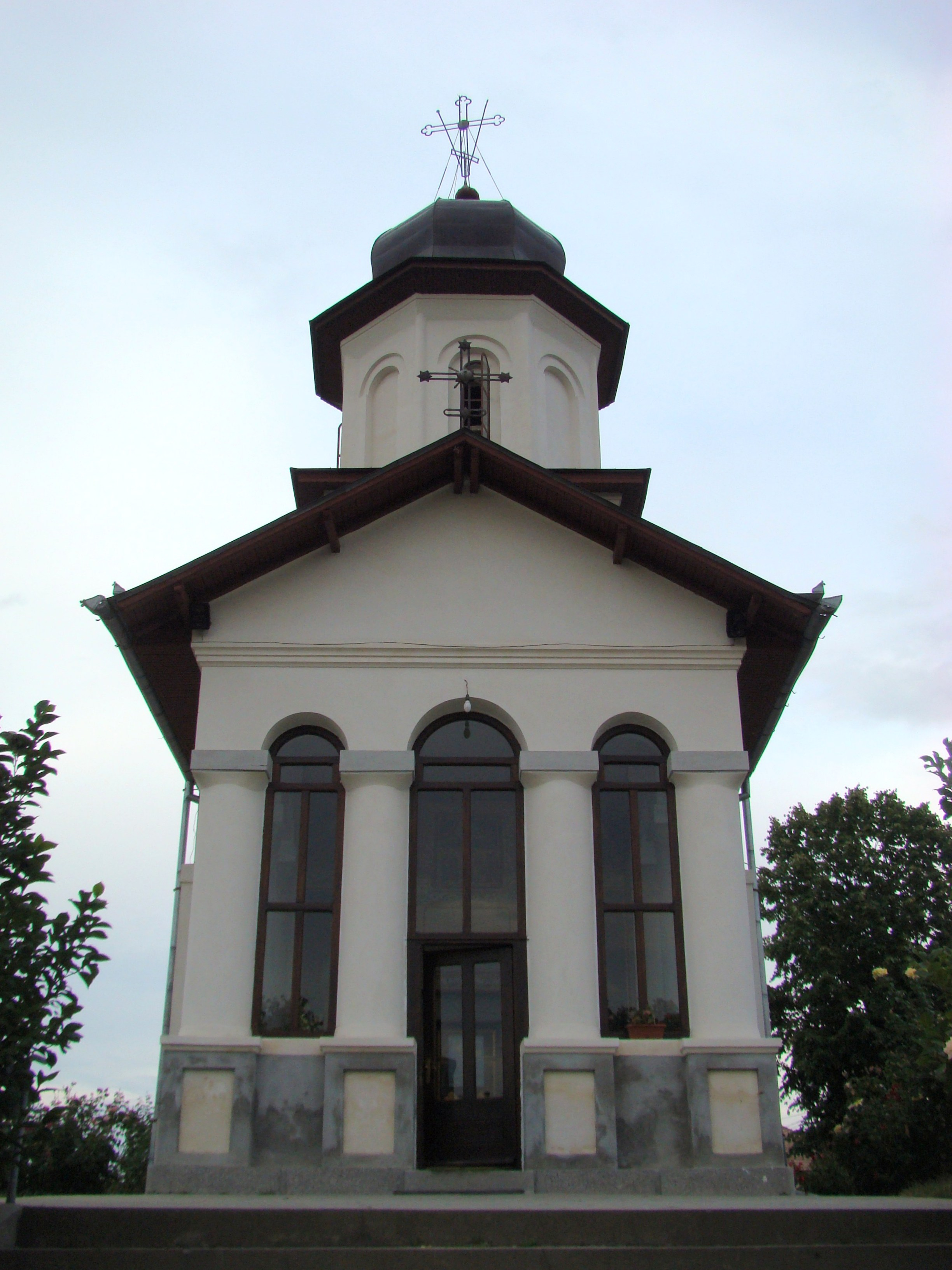
Biserica Înălțării Domnului din Ceparii Pământeni
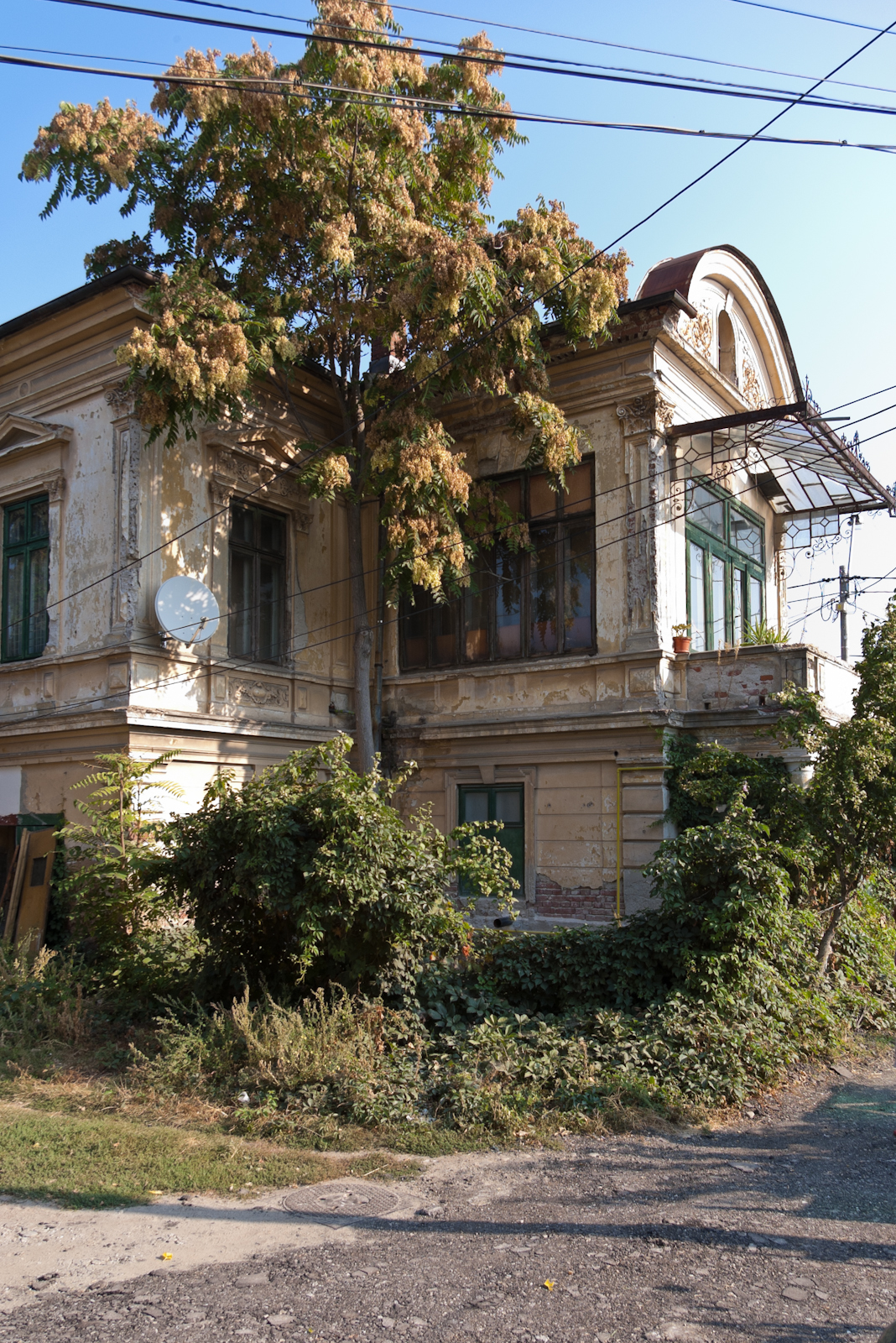
Casa Balotă din Pitești
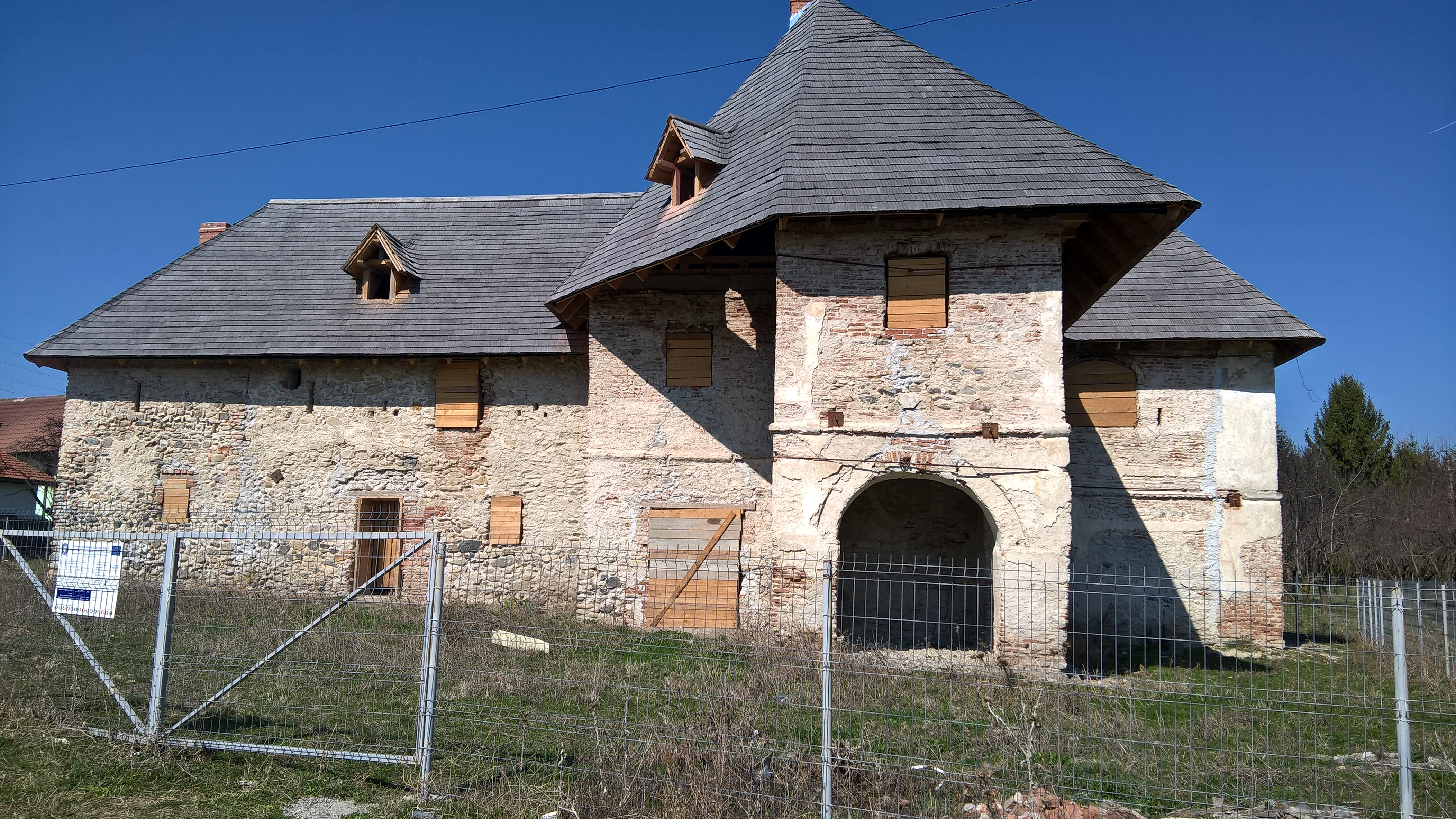
Cula Sultănica din Șuici
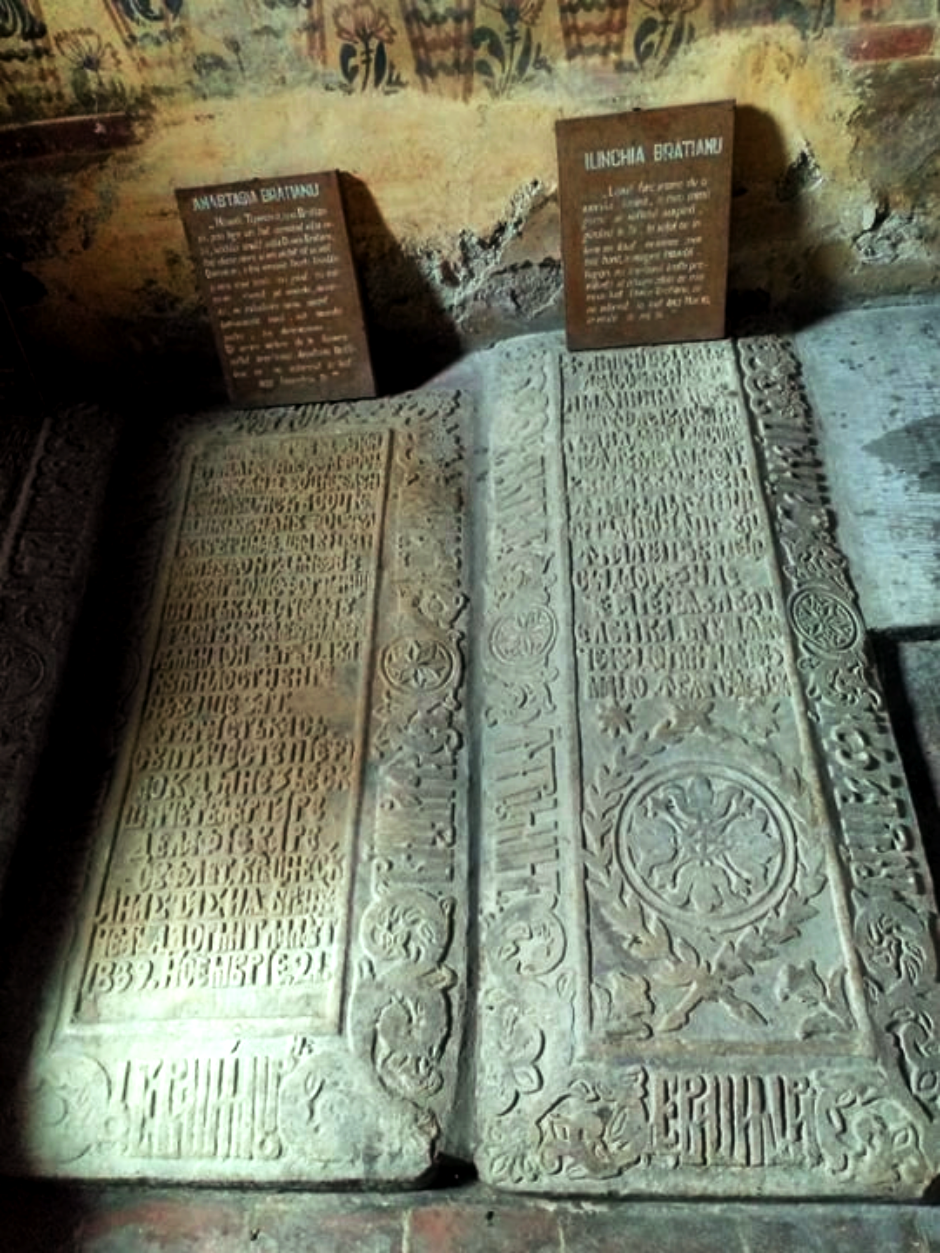
Mormintele Anastasiei și Ilinc(hi)ei Brătianu în Biserica Domnească din Curtea de Argeș